# شل استرالیا

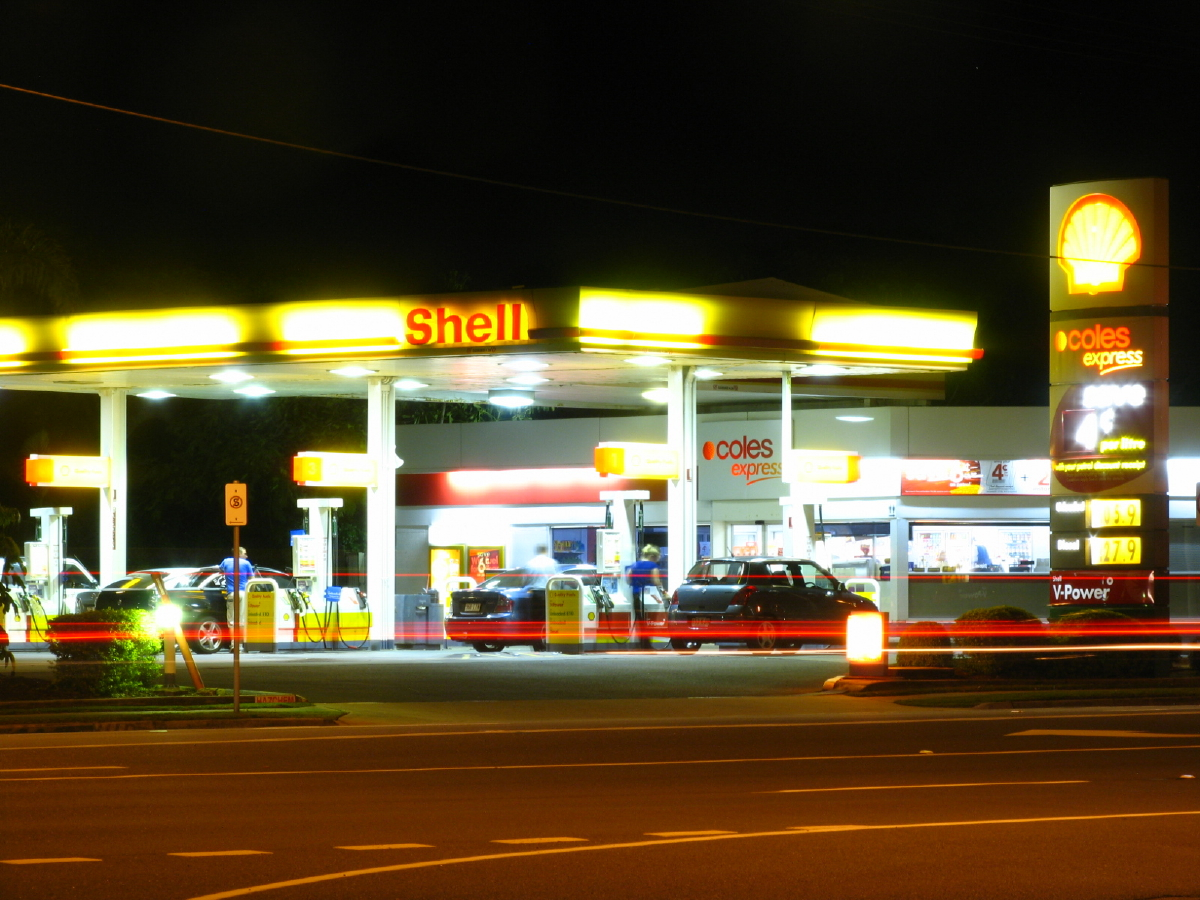
پمپ بنزین شل استرالیا، در کلونتارف، کوئینزلند

شل استرالیا (به انگلیسی: Shell Australia) شرکت تابعه شل و یکی از بزرگترین شرکت‌های نفتی استرالیا است. 
این شرکت، در زمینه اکتشاف و تولید نفت خام و گاز طبیعی فعالیت می‌کند، همچنین در حوزه بازاریابی و فروش بنزین نیز، فعالیت گسترده‌ای را در استرالیا و نیوزلند دارا می‌باشد. 
شرکت شل استرالیا مالک دو پالایشگاه بزرگ در شهرهای سیدنی و جیلان است، همچنین دارای ۱۹ ترمینال انتقال محصول و ۳۳ مخزن ذخیره‌سازی می‌باشد، که محصولات نفتی، شیمیایی و پتروشیمی خود را از طریق آن‌ها انتقال می‌دهد. دفتر مرکزی این شرکت، در شهر ملبورن، استرالیا قرار دارد.